# Cratere Corinto
Corinto  è un cratere sulla superficie di Marte.